# Communauté de communes du Val de Moder
Die Communauté de communes du Val de Moder war ein französischer Gemeindeverband mit der Rechtsform einer Communauté de communes im Département Bas-Rhin in der Region Grand Est. Sie wurde am 9. November 1999 gegründet und bestand zuletzt aus sechs Gemeinden. Der Verwaltungssitz befand sich in der Gemeinde Val de Moder. Der Name bezog sich auf das Tal de Flusses Moder, in dem die Gemeinden des ehemaligen Gemeindeverbands überwiegend lagen.

## Historische Entwicklung
Mit Wirkung vom 1. Januar 2016 wurden die ehemaligen Mitgliedsgemeinden Pfaffenhoffen, Uberach und La Walck zur Commune nouvelle Val de Moder zusammengelegt.
Am 1. Januar 2017 wurde der Gemeindeverband mit den Communautés de communes Région de Haguenau, Région de Brumath und Bischwiller et Environs zur neuen Communauté d’agglomération de Haguenau zusammengeschlossen.

## Ehemalige Mitgliedsgemeinden
1. Bitschhoffen
2. Engwiller
3. Kindwiller
4. Niedermodern
5. Uhrwiller
6. Val de Moder